# Антрацитовский завод сборных теплиц
Антрацитовский завод сборных теплиц (укр. Антрацитівський завод збірних теплиць) — промышленное предприятие в городе Антрацит Луганской области.

## История
Антрацитовский завод сборных теплиц был построен в соответствии с девятым пятилетним планом развития народного хозяйства СССР и введён в строй в 1972 году, став одним из самых крупных предприятий данной специализации в СССР.
За успешное выполнение государственного плана на 1980 год и производственного плана на десятую пятилетку, повышение эффективности производства и качества работы в феврале 1981 года завод был награждён переходящим Красным знаменем ЦК КПСС, Совета министров СССР, ВЦСПС и ЦК ВЛКСМ.
В 1985 году на предприятии была установлена итальянская производственная линия "FATA Hunter" по нанесению полимерного покрытия на оцинкованный металл, после чего завод освоил выпуск рулонной оцинкованной стали с полимерным лакокрасочным покрытием, профилированного листа, а также сэндвич-панелей для каркасных быстровозводимых зданий и ангаров.
В советское время завод находился в ведении Государственного комитета СССР по производственно-техническому обеспечению сельского хозяйства и входил в число ведущих предприятий города Антрацит.
После провозглашения независимости Украины в условиях распада хозяйственных связей и экономического кризиса положение завода осложнилось, в мае 1995 года Кабинет министров Украины утвердил решение о приватизации предприятия, после чего государственное предприятие было преобразовано в акционерное общество закрытого типа. В декабре 1996 года Кабинет министров Украины принял решение законсервировать основные фонды завода.
В ходе реорганизации завод стал собственностью созданной в 1999 году компании ЗАО "АЗСТ-Колор".
В 2002 году на предприятии возобновила работу итальянская производственная линия по нанесению полимерного покрытия на оцинкованный металл, которая оказалась востребована для изготовления металлочерепицы.
По состоянию на 2004 год, завод входил в число ведущих действующих предприятий города, основной продукцией являлись спецпрофили и иные металлоизделия.
В 2005 году в связи с обострением конкуренции между украинскими предприятиями-производителями металлочерепицы завод прекратил её производство.
В апреле 2006 года завод имел возможность производить до 80 тыс. тонн металлопроката с полимерным покрытием в год. В мае 2006 года ЗАО "АЗСТ-Колор" продала 100% акций завода финской сталелитейной корпорации "Rautaruukki Oyj" (собственником предприятия стала дочерняя структура корпорации - ЗАО "Ruukki Украина"). Новые владельцы приняли решение изменить сбытовую политику и источники обеспечения сырьём (если ранее завод использовал преимущественно оцинкованную листовую сталь российского ОАО «Северсталь» и словацкого подразделения US Steel, то в дальнейшем было принято пользоваться сталью корпорации "Rautaruukki").
Начавшийся в 2008 году экономический кризис и сокращение спроса на продукцию предприятия осложнили положение завода. В мае 2008 года было принято решение о преобразовании завода в филиал ЗАО "Ruukki Украина". В 2010 году началось восстановление спроса и положение завода стабилизировалось.
По состоянию на начало 2010 года завод являлся одним из трёх производителей оцинкованного плоского металлопроката на территории Украины и имел возможность производить до 70 тыс. тонн металлопроката с полимерным покрытием в год.
После запуска в 2010 году производственной линии на заводе "Юнистил" в городе Кривой Рог завод стал одним из четырёх производителей оцинкованного плоского металлопроката на территории Украины.